# Liste des espèces du genre Erica
Classification APG II (2003)
En août 2022, 838 espèces et nothoespèces du genre Erica figurent dans la base de données Plants of the World Online :

- Erica abbottii E.G.H.Oliv.
- Erica abelii E.G.H.Oliv.
- Erica abietina L.
- Erica accommodata Klotzsch ex Benth.
- Erica acuta Andrews
- Erica adaequata Tausch
- Erica adnata L.Bolus
- Erica adunca Benth.
- Erica aestiva Markötter
- Erica affinis Benth.
- Erica agglutinans E.G.H.Oliv.
- Erica aghillana Guthrie & Bolus
- Erica albens L.
- Erica albertyniae E.G.H.Oliv.
- Erica albescens Klotzsch ex Benth.
- Erica albospicata Hilliard & B.L.Burtt
- Erica alexandri Guthrie & Bolus
- Erica alfredii Guthrie & Bolus
- Erica algida Bolus
- Erica alnea E.G.H.Oliv.
- Erica alopecurus Harv.
- Erica altevivens H.A.Baker
- Erica alticola Guthrie & Bolus
- Erica altiphila E.G.H.Oliv.
- Erica amalophylla E.G.H.Oliv. & I.M.Oliv.
- Erica amatolensis E.G.H.Oliv.
- Erica amicorum E.G.H.Oliv.
- Erica amidae E.G.H.Oliv.
- Erica amoena J.C.Wendl.
- Erica amphigena Guthrie & Bolus
- Erica ampullacea Curtis
- Erica andevalensis Cabezudo & J.Rivera
- Erica andreaei Compton
- Erica andringitrensis (H.Perrier) Dorr & E.G.H.Oliv.
- Erica aneimena Dulfer
- Erica anemodes E.G.H.Oliv.
- Erica anguliger (N.E.Br.) E.G.H.Oliv.
- Erica angulosa E.G.H.Oliv.
- Erica annalis E.G.H.Oliv. & I.M.Oliv.
- Erica annectens Guthrie & Bolus
- Erica anomala Hilliard & B.L.Burtt
- Erica arachnocalyx E.G.H.Oliv.
- Erica arborea L.
- Erica arborescens (Willd.) E.G.H.Oliv.
- Erica arcuata Compton
- Erica ardens Andrews
- Erica arenaria L.Bolus
- Erica areolata (N.E.Br.) E.G.H.Oliv.
- Erica argentea Klotzsch ex Benth.
- Erica argyraea Guthrie & Bolus
- Erica aristata Andrews
- Erica aristifolia Niven ex Benth.
- Erica armandiana Dorr & E.G.H.Oliv.
- Erica armata Klotzsch ex Benth.
- Erica artemisioides (Klotzsch) E.G.H.Oliv.
- Erica articularis L.
- Erica aspalathifolia Bolus
- Erica aspalathoides Guthrie & Bolus ex Schltr.
- Erica astroites Guthrie & Bolus
- Erica atherstonei Diels ex L.Guthrie & Bolus
- Erica atricha Dulfer
- Erica atromontana E.G.H.Oliv.
- Erica atropurpurea Dulfer
- Erica atrovinosa E.G.H.Oliv.
- Erica auriculata Guthrie & Bolus
- Erica australis L.
- Erica austronyassana Alm & T.C.E.Fr.
- Erica austroverna Hilliard
- Erica autumnalis L.Bolus
- Erica axillaris Thunb.
- Erica axilliflora Bartl.
- Erica azaleifolia Salisb.
- Erica azorica Hochst. ex Seub.
- Erica baccans L.
- Erica bakeri T.M.Salter
- Erica banksia Andrews
- Erica barbigeroides E.G.H.Oliv.
- Erica barnettiana Dorr & E.G.H.Oliv.
- Erica baroniana Dorr & E.G.H.Oliv.
- Erica barrydalensis L.Bolus
- Erica bauera Andrews
- Erica baurii Bolus
- Erica beatricis Compton
- Erica benguelensis (Welw. ex Engl.) E.G.H.Oliv.
- Erica bergiana L.
- Erica berzelioides Guthrie & Bolus
- Erica betsileana (H.Perrier) Dorr & E.G.H.Oliv.
- Erica bibax Salisb.
- Erica bicolor Thunb.
- Erica binaria E.G.H.Oliv.
- Erica blaerioides E.G.H.Oliv.
- Erica blancheana L.Bolus
- Erica blandfordia Andrews
- Erica blenna Salisb.
- Erica blesbergensis H.A.Baker
- Erica bodkinii Guthrie & Bolus
- Erica bojeri Dorr & E.G.H.Oliv.
- Erica bokkeveldia E.G.H.Oliv.
- Erica bolusanthus E.G.H.Oliv.
- Erica bolusiae T.M.Salter
- Erica borboniifolia Salisb.
- Erica bosseri Dorr
- Erica botryoides Dulfer
- Erica boucheri E.G.H.Oliv.
- Erica boutonii Dorr & E.G.H.Oliv.
- Erica brachialis Salisb.
- Erica brachycentra Benth.
- Erica brachyphylla (Benth.) E.G.H.Oliv.
- Erica brachysepala Guthrie & Bolus
- Erica bracteolaris Lam.
- Erica bredasiana E.G.H.Oliv.
- Erica brevicaulis Guthrie & Bolus
- Erica brevifolia Sol. ex Salisb.
- Erica brownii E.G.H.Oliv.
- Erica brownleeae Bolus
- Erica bruniades L.
- Erica bruniifolia Salisb.
- Erica burchelliana E.G.H.Oliv.
- Erica cabernetea E.G.H.Oliv.
- Erica caespitosa Hilliard & B.L.Burtt
- Erica caffra L.
- Erica caffrorum Bolus
- Erica calcareophila E.G.H.Oliv.
- Erica calcicola (E.G.H.Oliv.) E.G.H.Oliv.
- Erica caledonica A.Spreng.
- Erica calycina L.
- Erica cameronii L.Bolus
- Erica campanularis Salisb.
- Erica canaliculata Andrews
- Erica canariensis Rivas Mart., Martín Osorio & Wildpret
- Erica canescens J.C.Wendl.
- Erica capensis T.M.Salter
- Erica capillaris Bartl.
- Erica capitata L.
- Erica caprina E.G.H.Oliv.
- Erica carduifolia Salisb.
- Erica carnea L.
- Erica caterviflora Salisb.
- Erica cavartica E.G.H.Oliv. & I.M.Oliv.
- Erica cederbergensis Compton
- Erica cedromontana E.G.H.Oliv.
- Erica ceraria E.G.H.Oliv. & I.M.Oliv.
- Erica cereris (Compton) E.G.H.Oliv.
- Erica cerinthoides L.
- Erica cernua Montin
- Erica cetrata E.G.H.Oliv.
- Erica chamissonis Klotzsch ex Benth.
- Erica chartacea Guthrie & Bolus
- Erica chionodes E.G.H.Oliv.
- Erica chionophila Guthrie & Bolus
- Erica chiroptera E.G.H.Oliv.
- Erica chlamydiflora Salisb.
- Erica chloroloma Lindl.
- Erica chlorosepala Benth.
- Erica chonantha Dulfer
- Erica chrysocodon Guthrie & Bolus
- Erica ciliaris L.
- Erica cincta L.Bolus
- Erica cinerea L.
- Erica clavisepala Guthrie & Bolus
- Erica coacervata H.A.Baker
- Erica coarctata J.C.Wendl.
- Erica coccinea L.
- Erica collina Guthrie & Bolus
- Erica colorans Andrews
- Erica columnaris E.G.H.Oliv.
- Erica comata Guthrie & Bolus
- Erica comorensis (Engl.) Dorr & E.G.H.Oliv.
- Erica condensata Benth.
- Erica conferta Andrews
- Erica consobrina Guthrie & Bolus
- Erica conspicua Aiton
- Erica constantia Nois. ex Benth.
- Erica cooperi Bolus
- Erica copiosa J.C.Wendl.
- Erica cordata Andrews
- Erica corifolia L.
- Erica coronanthera Compton
- Erica corydalis Salisb.
- Erica costatisepala H.A.Baker
- Erica crassifolia Andrews
- Erica crassisepala Benth.
- Erica crateriformis Guthrie & Bolus
- Erica cremea Dulfer
- Erica cristata Dulfer
- Erica cristiflora Salisb.
- Erica croceovirens E.G.H.Oliv. & I.M.Oliv.
- Erica crucistigmatica Dulfer
- Erica cruenta Aiton
- Erica cryptanthera Guthrie & Bolus
- Erica cryptoclada (Baker) Dorr & E.G.H.Oliv.
- Erica cubica L.
- Erica cubitans E.G.H.Oliv.
- Erica cumuliflora Salisb.
- Erica cunoniensis E.G.H.Oliv.
- Erica curtophylla Guthrie & Bolus
- Erica curviflora L.
- Erica curvifolia Salisb.
- Erica curvirostris Salisb.
- Erica curvistyla (N.E.Br.) E.G.H.Oliv.
- Erica cuscutiformis Dulfer
- Erica cyathiformis Salisb.
- Erica cygnea T.M.Salter
- Erica cylindrica Thunb.
- Erica cymosa E.Mey. ex Benth.
- Erica cyrilliflora Salisb.
- Erica danguyana (H.Perrier) Dorr & E.G.H.Oliv.
- Erica daphniflora Salisb.
- Erica deflexa G.Sinclair
- Erica demissa Klotzsch ex Benth.
- Erica densata Dorr & E.G.H.Oliv.
- Erica densifolia Willd.
- Erica denticulata L.
- Erica depressa L.
- Erica desmantha Benth.
- Erica dianthifolia Salisb.
- Erica diaphana Spreng.
- Erica diosmifolia Salisb.
- Erica diotiflora Salisb.
- Erica discolor Andrews
- Erica dispar (N.E.Br.) E.G.H.Oliv.
- Erica dissimulans Hilliard & B.L.Burtt
- Erica distorta Bartl.
- Erica dodii Guthrie & Bolus
- Erica dolfiana E.G.H.Oliv.
- Erica doliiformis Salisb.
- Erica dominans Killick
- Erica dracomontana E.G.H.Oliv.
- Erica drakensbergensis Guthrie & Bolus
- Erica dregei E.G.H.Oliv.
- Erica dulcis L.Bolus
- Erica dysantha Benth.
- Erica ebracteata Bolus
- Erica eburnea T.M.Salter
- Erica ecklonii E.G.H.Oliv.
- Erica eglandulosa (Klotzsch) E.G.H.Oliv.
- Erica elimensis L.Bolus
- Erica elsieana (E.G.H.Oliv.) E.G.H.Oliv.
- Erica embothriifolia Salisb.
- Erica empetrina L.
- Erica equisetifolia Salisb.
- Erica erasmia Dulfer
- Erica eremioides (MacOwan) E.G.H.Oliv.
- Erica ericoides (L.) E.G.H.Oliv.
- Erica erigena R.Ross
- Erica erinus (Klotzsch ex Benth.) E.G.H.Oliv.
- Erica eriocephala Lam.
- Erica eriocodon Bolus
- Erica eriophoros Guthrie & Bolus
- Erica esterhuyseniae Compton
- Erica esteriana E.G.H.Oliv.
- Erica ethelae L.Bolus
- Erica eugenia Dulfer
- Erica euryphylla R.C.Turner
- Erica eustacei L.Bolus
- Erica evansii (N.E.Br.) E.G.H.Oliv.
- Erica excavata L.Bolus
- Erica exleeana E.G.H.Oliv.
- Erica extrusa Compton
- Erica fairii Bolus
- Erica fascicularis L.f.
- Erica fastigiata L.
- Erica fausta Salisb.
- Erica feminarum E.G.H.Oliv.
- Erica ferrea P.J.Bergius
- Erica filago (Alm & T.C.E.Fr.) Beentje
- Erica filamentosa Andrews
- Erica filialis E.G.H.Oliv.
- Erica filiformis Salisb.
- Erica filipendula Benth.
- Erica fimbriata Andrews
- Erica flacca E.Mey. ex Benth.
- Erica flaccida Link
- Erica flanaganii Bolus
- Erica flavicoma Bartl.
- Erica flexistyla E.G.H.Oliv.
- Erica floccifera Zahlbr.
- Erica flocciflora Benth.
- Erica florifera (Compton) E.G.H.Oliv.
- Erica foliacea Andrews
- Erica fontana L.Bolus
- Erica formosa Thunb.
- Erica forsteri Dulfer
- Erica frigida Bolus
- Erica fuscescens (Klotzsch) E.G.H.Oliv.
- Erica galgebergensis H.A.Baker
- Erica galioides Lam.
- Erica galpinii T.M.Salter
- Erica garciae E.G.H.Oliv.
- Erica genistifolia Salisb.
- Erica georgica Guthrie & Bolus
- Erica gerhardii E.G.H.Oliv. & I.M.Oliv.
- Erica gibbosa Klotzsch ex Benth.
- Erica gigantea Klotzsch ex Benth.
- Erica gillii Benth.
- Erica glabella Thunb.
- Erica glabra Thunb.
- Erica glandulifera Klotzsch
- Erica glandulipila Compton
- Erica glandulosa Thunb.
- Erica glaphyra Killick
- Erica glauca Andrews
- Erica globiceps (N.E.Br.) E.G.H.Oliv.
- Erica globulifera Dulfer
- Erica glomiflora Salisb.
- Erica glumiflora Klotzsch ex Benth.
- Erica glutinosa P.J.Bergius
- Erica gnaphaloides L.
- Erica goatcheriana L.Bolus
- Erica gossypioides E.G.H.Oliv.
- Erica goudotiana (Klotzsch) Dorr & E.G.H.Oliv.
- Erica gracilipes Guthrie & Bolus
- Erica gracilis J.C.Wendl.
- Erica grandiflora L.f.
- Erica granulatifolia H.A.Baker
- Erica granulosa H.A.Baker
- Erica grata Guthrie & Bolus
- Erica greyi Guthrie & Bolus
- Erica grisbrookii Guthrie & Bolus
- Erica guthriei Bolus
- Erica gysbertii Guthrie & Bolus
- Erica haemastoma J.C.Wendl.
- Erica haematocodon T.M.Salter
- Erica haematosiphon Guthrie & Bolus
- Erica halicacaba L.
- Erica hameriana L.Bolus
- Erica hanekomii E.G.H.Oliv.
- Erica hansfordii E.G.H.Oliv.
- Erica harveiana Guthrie & Bolus
- Erica hebdomadalis E.G.H.Oliv. & I.M.Oliv.
- Erica hebeclada Dorr & E.G.H.Oliv.
- Erica heleogena T.M.Salter
- Erica heliophila Guthrie & Bolus
- Erica hendricksei H.A.Baker
- Erica hermani E.G.H.Oliv.
- Erica heterophylla Guthrie & Bolus
- Erica hexandra (S.Moore) E.G.H.Oliv.
- Erica hexensis E.G.H.Oliv.
- Erica hibbertia Andrews
- Erica hillburttii (E.G.H.Oliv.) E.G.H.Oliv.
- Erica hippurus Compton
- Erica hirta Thunb.
- Erica hirtiflora Curtis
- Erica hispidula L.
- Erica hispiduloides E.G.H.Oliv.
- Erica holosericea Salisb.
- Erica holtii Schweick.
- Erica hottentotica E.G.H.Oliv.
- Erica humansdorpensis Compton
- Erica humbertii (H.Perrier) Dorr & E.G.H.Oliv.
- Erica humidicola E.G.H.Oliv.
- Erica humifusa Hibberd ex Salisb.
- Erica ibityensis (H.Perrier) Dorr & E.G.H.Oliv.
- Erica ignita E.G.H.Oliv.
- Erica imbricata L.
- Erica imerinensis (H.Perrier) Dorr & E.G.H.Oliv.
- Erica inamoena Dulfer
- Erica incarnata Thunb.
- Erica inclusa H.L.Wendl. ex Benth.
- Erica inconstans Zahlbr.
- Erica inflata Thunb.
- Erica inflaticalyx E.G.H.Oliv.
- Erica infundibuliformis Andrews
- Erica ingeana E.G.H.Oliv.
- Erica innovans E.G.H.Oliv.
- Erica inordinata H.A.Baker
- Erica insignis E.G.H.Oliv.
- Erica insolitanthera H.A.Baker
- Erica intermedia Klotzsch ex Benth.
- Erica interrupta (N.E.Br.) E.G.H.Oliv.
- Erica intervallaris Salisb.
- Erica intonsa L.Bolus
- Erica intricata H.A.Baker
- Erica involucrata Klotzsch ex Benth.
- Erica involvens Benth.
- Erica ioniana E.G.H.Oliv.
- Erica irbyana Andrews
- Erica irregularis Benth.
- Erica irrorata Guthrie & Bolus
- Erica isaloensis (H.Perrier) Dorr & E.G.H.Oliv.
- Erica ixanthera Benth.
- Erica jacksoniana H.A.Baker
- Erica jananthus E.G.H.Oliv. & I.M.Oliv.
- Erica jasminiflora Salisb.
- Erica johnstoniana Britten
- Erica jonasiana E.G.H.Oliv.
- Erica jugicola E.G.H.Oliv. & I.M.Oliv.
- Erica jumellei (H.Perrier) Dorr & E.G.H.Oliv.
- Erica juniperina E.G.H.Oliv.
- Erica junonia Bolus
- Erica kammanassieae E.G.H.Oliv.
- Erica karooica E.G.H.Oliv.
- Erica karwyderi E.G.H.Oliv.
- Erica keeromsbergensis H.A.Baker
- Erica keetii L.Bolus
- Erica kingaensis Engl.
- Erica kirstenii E.G.H.Oliv.
- Erica klotzschii (Alm & T.C.E.Fr.) E.G.H.Oliv.
- Erica kogelbergensis E.G.H.Oliv.
- Erica kougabergensis H.A.Baker
- Erica kraussiana Klotzsch ex Walp.
- Erica krugeri E.G.H.Oliv.
- Erica labialis Salisb.
- Erica lachnaeifolia Salisb.
- Erica laeta Bartl.
- Erica laevigata Bartl.
- Erica lageniformis Salisb.
- Erica lananthera L.Bolus
- Erica lanceolifera S.Moore
- Erica langebergensis H.A.Baker
- Erica lanipes Guthrie & Bolus
- Erica lanuginosa Andrews
- Erica lasciva Salisb.
- Erica lasiocarpa Guthrie & Bolus
- Erica lateralis Willd.
- Erica lateriflora E.G.H.Oliv.
- Erica latiflora L.Bolus
- Erica latifolia Andrews
- Erica latituba L.Bolus
- Erica lavandulifolia Salisb.
- Erica lawsonia Andrews
- Erica lecomtei (H.Perrier) Dorr & E.G.H.Oliv.
- Erica lehmannii Klotzsch ex Benth.
- Erica lepidota Rach
- Erica leptantha Dulfer
- Erica leptoclada Van Heurck & Müll.Arg.
- Erica leptopus Benth.
- Erica lerouxiae Bolus
- Erica leucantha Link
- Erica leucanthera L.f.
- Erica leucoclada (Baker) Dorr & E.G.H.Oliv.
- Erica leucodesmia Benth.
- Erica leucopelta Tausch
- Erica leucosiphon L.Bolus
- Erica leucotrachela H.A.Baker
- Erica lignosa H.A.Baker
- Erica limnophila E.G.H.Oliv.
- Erica limosa L.Bolus
- Erica lithophila E.G.H.Oliv. & I.M.Oliv.
- Erica loganii Compton
- Erica longiaristata Benth.
- Erica longimontana E.G.H.Oliv.
- Erica longipedunculata G.Lodd.
- Erica longistyla L.Bolus
- Erica lowryensis Bolus
- Erica lucida Salisb.
- Erica lusitanica Rudolphi
- Erica lutea P.J.Bergius
- Erica lyallii Dorr & E.G.H.Oliv.
- Erica lycopodiastrum Lam.
- Erica macilenta Guthrie & Bolus
- Erica mackayana Bab.
- Erica macowanii Cufino
- Erica macrocalyx (Baker) Dorr & E.G.H.Oliv.
- Erica macroloma Benth.
- Erica macrophylla Klotzsch ex Benth.
- Erica macrotrema Guthrie & Bolus
- Erica madagascariensis (H.Perrier) Dorr & E.G.H.Oliv.
- Erica maderensis (Benth.) Bornm.
- Erica maderi Guthrie & Bolus
- Erica madida E.G.H.Oliv.
- Erica maesta Bolus
- Erica mafiensis (Engl.) Dorr
- Erica magistrati E.G.H.Oliv.
- Erica magnisylvae E.G.H.Oliv.
- Erica malmesburiensis E.G.H.Oliv.
- Erica mammosa L.
- Erica manifesta Compton
- Erica manipuliflora Salisb.
- Erica mannii (Hook.f.) Beentje
- Erica margaritacea Aiton
- Erica marifolia Aiton
- Erica maritima Guthrie & Bolus
- Erica marlothii Bolus
- Erica marojejyensis Dorr
- Erica massonii L.f.
- Erica mauritanica L.
- Erica mauritiensis E.G.H.Oliv.
- Erica maximiliani Guthrie & Bolus ex Schltr.
- Erica melanacme Guthrie & Bolus
- Erica melanomontana E.G.H.Oliv.
- Erica melanthera L.
- Erica melastoma Andrews
- Erica micrandra Guthrie & Bolus
- Erica microdonta (C.H.Wright) E.G.H.Oliv.
- Erica milanjiana Bolus
- Erica miniscula E.G.H.Oliv.
- Erica minutifolia (Baker) Dorr & E.G.H.Oliv.
- Erica mira Klotzsch ex Benth.
- Erica mitchelliensis Dulfer
- Erica modesta Salisb.
- Erica mollis Andrews
- Erica monadelphia Andrews
- Erica monantha Compton
- Erica monsoniana L.f.
- Erica montis-hominis E.G.H.Oliv.
- Erica mucronata Andrews
- Erica muirii L.Bolus
- Erica multiflexuosa E.G.H.Oliv.
- Erica multiflora L.
- Erica multumbellifera P.J.Bergius
- Erica mundii Guthrie & Bolus
- Erica muscosa (Aiton) E.G.H.Oliv.
- Erica myriadenia (Baker) Dorr & E.G.H.Oliv.
- Erica myriocodon Guthrie & Bolus
- Erica nabea Guthrie & Bolus
- Erica nana Salisb.
- Erica natalensis Dulfer
- Erica natalitia Bolus
- Erica navigatoris E.G.H.Oliv.
- Erica nematophylla Guthrie & Bolus
- Erica nemorosa Klotzsch ex Benth.
- Erica nervata Guthrie & Bolus
- Erica nevillei L.Bolus
- Erica newdigatei Dulfer
- Erica nidularia G.Lodd.
- Erica nigrimontana Guthrie & Bolus
- Erica nivea G.Sinclair
- Erica niveniana E.G.H.Oliv.
- Erica notholeeana (E.G.H.Oliv.) E.G.H.Oliv.
- Erica nubigena Bolus
- Erica nudiflora L.
- Erica numidica (Maire) Romo & Borat.
- Erica nutans J.C.Wendl.
- Erica nyassana (Alm & T.C.E.Fr.) E.G.H.Oliv.
- Erica oakesiorum E.G.H.Oliv.
- Erica oatesii Rolfe
- Erica obconica H.A.Baker
- Erica obliqua Aiton
- Erica oblongiflora Benth.
- Erica obtusata Klotzsch ex Benth.
- Erica occulta E.G.H.Oliv.
- Erica ocellata Guthrie & Bolus
- Erica octonaria L.Bolus
- Erica odorata Andrews
- Erica oligantha Guthrie & Bolus
- Erica oliveri H.A.Baker
- Erica omninoglabra H.A.Baker
- Erica onusta Guthrie & Bolus
- Erica oophylla Benth.
- Erica opulenta (J.C.Wendl. ex Klotzsch) Benth.
- Erica orculiflora Dulfer
- Erica oreophila Guthrie & Bolus
- Erica oreotragus E.G.H.Oliv.
- Erica oresigena Bolus
- Erica orientalis R.A.Dyer
- Erica orthiocola E.G.H.Oliv.
- Erica ostiaria Compton
- Erica outeniquae (Compton) E.G.H.Oliv.
- Erica ovina Klotzsch ex Benth.
- Erica oxyandra Guthrie & Bolus
- Erica oxycoccifolia Salisb.
- Erica oxysepala Guthrie & Bolus
- Erica pageana L.Bolus
- Erica palliiflora Salisb.
- Erica paludicola L.Bolus
- Erica paniculata L.
- Erica pannosa Salisb.
- Erica papyracea Guthrie & Bolus
- Erica parilis Salisb.
- Erica parkeri (Baker) Dorr & E.G.H.Oliv.
- Erica parviflora L.
- Erica parviporandra E.G.H.Oliv.
- Erica passerina Montin
- Erica passerinoides (Bolus) E.G.H.Oliv.
- Erica patens Andrews
- Erica patersonia Andrews
- Erica paucifolia (J.C.Wendl.) E.G.H.Oliv.
- Erica pauciovulata H.A.Baker
- Erica pearsoniana L.Bolus
- Erica pectinifolia Salisb.
- Erica pellucida Sol. ex Salisb.
- Erica peltata Andrews
- Erica penduliflora E.G.H.Oliv.
- Erica penicilliformis Salisb.
- Erica perhispida Dorr & E.G.H.Oliv.
- Erica perlata G.Sinclair
- Erica permutata Dulfer
- Erica perplexa E.G.H.Oliv.
- Erica perrieri Dorr & E.G.H.Oliv.
- Erica perspicua J.C.Wendl.
- Erica petiolaris Lam.
- Erica petraea Benth.
- Erica petricola E.G.H.Oliv.
- Erica petrophila L.Bolus
- Erica petrusiana E.G.H.Oliv. & I.M.Oliv.
- Erica phacelanthera E.G.H.Oliv.
- Erica phaeocarpa E.G.H.Oliv.
- Erica philippioides Compton
- Erica phillipsii L.Bolus
- Erica physantha Benth.
- Erica physodes L.
- Erica physophylla Benth.
- Erica pilaarkopensis H.A.Baker
- Erica pillansii Bolus
- Erica pilosiflora E.G.H.Oliv.
- Erica pilulifera L.
- Erica pinea Thunb.
- Erica piquetbergensis (N.E.Br.) E.G.H.Oliv.
- Erica placentiflora Salisb.
- Erica planifolia L.
- Erica platycalyx E.G.H.Oliv.
- Erica platycodon (Webb & Berthel.) Rivas Mart. & al.
- Erica pleiotricha S.Moore
- Erica plena L.Bolus
- Erica plukenetii L.
- Erica plumigera Bartl.
- Erica plumosa Thunb.
- Erica podophylla Benth.
- Erica pogonanthera Bartl.
- Erica polifolia Salisb. ex Benth.
- Erica polycoma Benth.
- Erica portenschlagiana Dulfer
- Erica praenitens Tausch
- Erica priori Guthrie & Bolus
- Erica procaviana (E.G.H.Oliv.) E.G.H.Oliv.
- Erica prolata E.G.H.Oliv. & I.M.Oliv.
- Erica propendens Andrews
- Erica propinqua Guthrie & Bolus
- Erica pseudocalycina Compton
- Erica psittacina E.G.H.Oliv. & I.M.Oliv.
- Erica puberuliflora E.G.H.Oliv.
- Erica pubescens L.
- Erica pubigera Salisb.
- Erica pudens H.A.Baker
- Erica pulchella Houtt.
- Erica pulchelliflora E.G.H.Oliv.
- Erica pulvinata Guthrie & Bolus
- Erica pumila Andrews
- Erica purgatoriensis H.A.Baker
- Erica pycnantha Benth.
- Erica pyramidalis Aiton
- Erica pyxidiflora Salisb.
- Erica quadrangularis Salisb.
- Erica quadratiflora (H.Perrier) Dorr & E.G.H.Oliv.
- Erica quadrifida (Benth.) E.G.H.Oliv.
- Erica quadrisulcata L.Bolus
- Erica racemosa Thunb.
- Erica radicans (L.Guthrie) E.G.H.Oliv.
- Erica rakotozafyana Dorr & E.G.H.Oliv.
- Erica recta Bolus
- Erica recurvata Andrews
- Erica recurvifolia E.G.H.Oliv.
- Erica reenensis Zahlbr.
- Erica regerminans L.
- Erica regia Bartl.
- Erica rehmii Dulfer
- Erica remota (N.E.Br.) E.G.H.Oliv.
- Erica retorta L.f.
- Erica reunionensis E.G.H.Oliv.
- Erica revoluta (Bolus) L.E.Davidson
- Erica rhodantha Guthrie & Bolus
- Erica rhodopis (Bolus) Bolus
- Erica rhopalantha Dulfer
- Erica ribisaria Guthrie & Bolus
- Erica richardii E.G.H.Oliv.
- Erica rigidula (N.E.Br.) E.G.H.Oliv.
- Erica rimarum E.G.H.Oliv.
- Erica riparia H.A.Baker
- Erica rivularis L.E.Davidson
- Erica robynsiana Spirlet
- Erica rosacea (L.Guthrie) E.G.H.Oliv.
- Erica roseoloba E.G.H.Oliv.
- Erica rubens Thunb.
- Erica rubiginosa Dulfer
- Erica rudolfii Bolus
- Erica rufescens Klotzsch
- Erica rugata E.G.H.Oliv.
- Erica rupicola Klotzsch
- Erica russakiana E.G.H.Oliv.
- Erica rusticula E.G.H.Oliv.
- Erica sacciflora Salisb.
- Erica sagittata Klotzsch ex Benth.
- Erica salax Salisb.
- Erica salicina E.G.H.Oliv.
- Erica salteri L.Bolus
- Erica saptouensis E.G.H.Oliv.
- Erica savilea Andrews
- Erica saxicola Guthrie & Bolus
- Erica saxigena Dulfer
- Erica scabriuscula Link
- Erica schelpeorum E.G.H.Oliv. & I.M.Oliv.
- Erica schlechteri Bolus
- Erica schmidtii Dulfer
- Erica schumannii E.G.H.Oliv.
- Erica scoparia L.
- Erica scytophylla Guthrie & Bolus
- Erica selaginifolia Salisb.
- Erica senilis Klotzsch ex Benth.
- Erica seriphiifolia Salisb.
- Erica serrata Thunb.
- Erica sessiliflora L.f.
- Erica setacea Andrews
- Erica setociliata H.A.Baker
- Erica setosa Bartl.
- Erica setulosa Benth.
- Erica sexfaria Aiton
- Erica shannonea Andrews
- Erica sicifolia Salisb.
- Erica sicula Guss.
- Erica silvatica (Welw. ex Engl.) Beentje
- Erica simii (S.Moore) E.G.H.Oliv.
- Erica similis (N.E.Br.) E.G.H.Oliv.
- Erica sitiens Klotzsch
- Erica situshiemalis E.G.H.Oliv. & Pirie
- Erica sociorum L.Bolus
- Erica solandra Andrews
- Erica sonderiana Guthrie & Bolus
- Erica sparrmanni L.f.
- Erica sparsa G.Sinclair
- Erica spectabilis Klotzsch ex Benth.
- Erica sperata E.G.H.Oliv.
- Erica sphaerocephala J.C.Wendl. ex Benth.
- Erica spiculifolia Salisb.
- Erica spinifera (H.Perrier) Dorr & E.G.H.Oliv.
- Erica spumosa L.
- Erica squarrosa Salisb.
- Erica stagnalis Salisb.
- Erica steinbergiana H.L.Wendl. ex Klotzsch
- Erica stenantha Klotzsch ex Benth.
- Erica stokoeanthus E.G.H.Oliv.
- Erica stokoei L.Bolus
- Erica straussiana Gilg
- Erica strigilifolia Salisb.
- Erica strigosa Aiton
- Erica stylaris Spreng.
- Erica subcapitata (N.E.Br.) E.G.H.Oliv.
- Erica subdivaricata P.J.Bergius
- Erica subimbricata Compton
- Erica subterminalis Klotzsch ex Benth.
- Erica subulata J.C.Wendl.
- Erica subverticillaris Diels ex L.Guthrie & Bolus
- Erica suffulta J.C.Wendl. ex Benth.
- Erica swaziensis E.G.H.Oliv.
- Erica sylvainiana Dorr & E.G.H.Oliv.
- Erica symonsii L.Bolus
- Erica syngenesia Compton
- Erica tarantulae E.G.H.Oliv.
- Erica taxifolia Dryand.
- Erica taylorii E.G.H.Oliv.
- Erica tegulifolia Salisb.
- Erica tenella Andrews
- Erica tenuicaulis Klotzsch ex Benth.
- Erica tenuifolia L.
- Erica tenuipes Guthrie & Bolus
- Erica tenuis Salisb.
- Erica terminalis Salisb.
- Erica terniflora E.G.H.Oliv.
- Erica tetragona L.f.
- Erica tetralix L.
- Erica tetrathecoides Benth.
- Erica thamnoides E.G.H.Oliv.
- Erica thimifolia J.C.Wendl.
- Erica thodei Guthrie & Bolus
- Erica thomae L.Bolus
- Erica thomensis (Henriq.) Dorr & E.G.H.Oliv.
- Erica thunbergii Montin
- Erica tomentosa Salisb.
- Erica toringbergensis H.A.Baker
- Erica totta Thunb.
- Erica trachysantha Bolus
- Erica tradouwensis Compton
- Erica tragomontana R.C.Turner
- Erica tragulifera Salisb.
- Erica triceps Link
- Erica trichadenia Bolus
- Erica trichoclada Guthrie & Bolus
- Erica trichophora Benth.
- Erica trichophylla Benth.
- Erica trichostigma T.M.Salter
- Erica trichroma Benth.
- Erica triflora L.
- Erica trimera (Engl.) Beentje
- Erica triphylla Link
- Erica tristis Bartl.
- Erica trivialis Klotzsch ex Benth.
- Erica truncata L.Bolus
- Erica tubercularis Salisb.
- Erica tumida Ker Gawl.
- Erica turbiniflora Salisb.
- Erica turgida Salisb.
- Erica turmalis Salisb.
- Erica turneri E.G.H.Oliv.
- Erica turrisbabylonica H.A.Baker
- Erica tysonii Bolus
- Erica uberiflora E.G.H.Oliv.
- Erica umbellata L.
- Erica umbelliflora Klotzsch ex Benth.
- Erica umbonata Compton
- Erica umbratica E.G.H.Oliv. & I.M.Oliv.
- Erica unicolor J.C.Wendl.
- Erica unilateralis Klotzsch ex Benth.
- Erica urceolata (Klotzsch) E.G.H.Oliv.
- Erica urna-viridis Bolus
- Erica ustulescens Guthrie & Bolus
- Erica utriculosa L.Bolus
- Erica uysii H.A.Baker
- Erica vagans L.
- Erica valida H.A.Baker
- Erica vallis-aranearum E.G.H.Oliv.
- Erica vallis-fluminis E.G.H.Oliv.
- Erica vallis-gratiae Guthrie & Bolus
- Erica vanheurckii Müll.Arg.
- Erica varderi L.Bolus
- Erica velatiflora E.G.H.Oliv.
- Erica velitaris Salisb.
- Erica ventricosa Thunb.
- Erica venustiflora E.G.H.Oliv.
- Erica verecunda Salisb.
- Erica vernicosa E.G.H.Oliv.
- Erica versicolor Andrews
- Erica verticillata P.J.Bergius
- Erica vestita Thunb.
- Erica viguieri (H.Perrier) Dorr & E.G.H.Oliv.
- Erica villosa J.C.Wendl.
- Erica virginalis Klotzsch ex Benth.
- Erica viridiflora Andrews
- Erica viridimontana E.G.H.Oliv. & I.M.Oliv.
- Erica viscaria L.
- Erica viscosissima E.G.H.Oliv.
- Erica vlokii E.G.H.Oliv.
- Erica vogelpoelii H.A.Baker
- Erica walkeria Andrews
- Erica wangfatiana Dorr & E.G.H.Oliv.
- Erica wendlandiana Klotzsch
- Erica whyteana Britten
- Erica wildii Brenan
- Erica williamsiorum E.G.H.Oliv.
- Erica winteri H.A.Baker
- Erica wittebergensis Dulfer
- Erica woodii Bolus
- Erica wyliei Bolus
- Erica xanthina Guthrie & Bolus
- Erica xeranthemifolia Salisb.
- Erica zebrensis Compton
- Erica zeyheriana (Klotzsch) E.G.H.Oliv.
- Erica zitzikammensis Dulfer
- Erica zwartbergensis Bolus

## hybrides
- Erica × flavisepala Guthrie & Bolus
- Erica × fontensis T.M.Salter
- Erica × nelsonii Fagúndez
- Erica × stuartii (Macfarl.) Mast.
- Erica × veitchii Bean
- Erica × vinacea L.Bolus
- Erica × watsonii Benth.
- Erica × williamsii Druce.